# Cantando sotto la pioggia
Cantando sotto la pioggia (Singin' in the Rain) è un film del 1952 diretto da Stanley Donen e Gene Kelly, interpretato dallo stesso Gene Kelly, Donald O'Connor e Debbie Reynolds. Il film è ambientato alla fine degli anni venti, nel periodo di passaggio dal cinema muto al sonoro.

## Trama
A Hollywood, nel 1927, l'attore Don Lockwood, acclamata star del muto con un passato di ballerino, musicista e stuntman, non sopporta la propria partner sullo schermo, la bionda e vanitosa Lina Lamont. Lina crede che Don sia segretamente innamorato di lei: ella infatti è soffocante verso di lui, e non riesce a mettersi in testa che Don non è però affatto innamorato di lei, nonostante lui cerchi in tutti i modi di farle capire che tra loro non c'è mai stato niente. Oltretutto Lina ha un carattere sprezzante, capriccioso, smorfioso e altezzoso verso chiunque e anche la sua voce non è per niente gradevole cosicché Don, per non rovinare l'immagine di entrambi, durante le conferenze e le interviste deve puntualmente stopparla ogni volta che lei vorrebbe parlare.
Come se non bastasse anche i loro fan credono che i due attori siano fidanzati da tempo, ritenendoli addirittura una coppia modello del cinema e ciò rende Lina ancora più antipatica e insopportabile. Il successo dei primi film sonori costringe R.F. Simpson, il produttore della Monumental Pictures, a trasformare Il cavaliere spadaccino, l'ultima pellicola della coppia, in un film parlato, ma l'idea si rivela impraticabile a causa del tono di voce squillante e fastidioso di Lina che fino a quel momento nessuno aveva mai udito, e della sua incapacità di parlare verso il microfono nascosto che fa sentire i dialoghi spezzati. Intanto il musicista Cosmo Brown, migliore amico di Don, ritrova la giovane cantante Kathy Selden, di cui Don si innamora, a uno spettacolo di cabaret e li ricongiunge così che Don possa dichiararle i suoi sentimenti.
Dopo uno screen test fallimentare, Cosmo suggerisce di trasformare il film in un musical che viene reintitolato Il cavaliere della danza, nel quale Lina verrebbe doppiata da Kathy. Lina è molto gelosa della ragazza, e quando scopre la verità si infuria e cerca di sabotare la storia d'amore, nonché di tenere Kathy alle sue dipendenze costringendola a continuare a doppiare i suoi futuri film contro la sua volontà; impone infine ai produttori che la cosa non venga rivelata, minacciando di fare loro causa. Alla prima il film è un enorme successo e quando a Lina viene chiesto di cantare, Don, Cosmo e R.F. la convincono a esibirsi in playback con Kathy dietro le quinte, per poi poterla smascherare alzando il sipario durante la sua esibizione e quindi rivelando il talento di Kathy.

## Produzione
Alcune idee di Cantando sotto la pioggia potrebbero aver preso spunto dal film Étoile sans lumière di Marcel Blistène del 1946, in cui recita la cantante francese Édith Piaf accanto a Yves Montand. Tratta infatti di una giovane e talentuosa cantante, Madeline, che presta la voce alla star del cinema Stella Dora in uno dei primi film sonori.
Il film venne pensato dal produttore della MGM Arthur Freed come un "contenitore" di alcune delle canzoni che aveva scritto insieme a Nacio Herb Brown per i primi film musicali della MGM fra il 1929 e il 1940. Betty Comden e Adolph Green scrissero quindi la sceneggiatura pensando al modo di inserire le varie melodie.
La sequenza in cui Kelly canta sotto la pioggia fu in realtà girata di giorno. L'effetto notte fu ottenuto ricoprendo la scena con teloni. Per la ripresa della pioggia, non fu aggiunto del latte all'acqua come spesso viene riportato, ma si usò un'illuminazione in controluce per farla risaltare meglio. Durante le riprese l'attore aveva oltre 39 di febbre.

## Colonna sonora
La colonna sonora, scritta da Arthur Freed e Nacio Herb Brown, contiene solo due canzoni originali, Make 'Em Laugh (scritta dallo stesso Freed, ispirata tuttavia alla canzone Be a Clown di Cole Porter, che fa parte della colonna sonora del film Il pirata del 1948) e Moses Supposes (musica di Roger Edens, testo di Comden e Green).

### Tracce
1. Main Title (The MGM Studio Orchestra & Chorus, Gene Kelly, Donald O'Connor, Debbie Reynolds) – 1:44
2. Fit as a Fiddle (And Ready for Love) (The MGM Studio Orchestra & Chorus, Gene Kelly, Donald O'Connor) – 1:43
3. All I Do Is Dream of You (Debbie Reynolds) – 1:27
4. All I Do Is Dream of You (Outtake) (Gene Kelly) – 4:26
5. Make 'Em Laugh (Donald O'Connor) – 3:19
6. You Were Meant for Me (Gene Kelly) – 4:45
7. Moses Supposes (Gene Kelly, Donald O'Connor) – 3:06
8. Good Morning (Gene Kelly, Donald O'Connor, Debbie Reynolds) – 4:15
9. Singin' in the Rain (Gene Kelly) – 4:54
10. Would You? (Betty Noyes, Debbie Reynolds) – 2:59
11. Broadway Melody Ballet (The MGM Studio Orchestra & Chorus, Gene Kelly) – 6:51
12. Finale (MGM Studio Chorus, Gene Kelly, Debbie Reynolds) – 1:49

## Distribuzione

### Doppiaggio
Il doppiaggio italiano del film fu realizzato dalla O.D.I. Le canzoni rimasero in inglese ad eccezione di Make 'Em Laugh, eseguita da Elio Pandolfi.

## Riconoscimenti
- 1953 - Premio Oscar
  - Nomination Miglior attrice non protagonista a Jean Hagen
  - Nomination Miglior colonna sonora a Lennie Hayton
- 1953 - Golden Globe
  - Miglior attore in un film commedia o musicale a Donald O'Connor
  - Nomination Miglior film commedia o musicale
- 1953 - Premio BAFTA
  - Nomination Miglior film
- 1952 - National Board of Review Award
  - Migliori dieci film
- 1953 - DGA Award
  - Nomination Miglior regia a Stanley Donen e Gene Kelly
- 1953 - WGA Award
  - Miglior sceneggiatura a Adolph Green e Betty Comden

Nel 1989 è stato scelto per essere conservato nel National Film Registry della Biblioteca del Congresso degli Stati Uniti.
Nel 1998 l'American Film Institute l'ha inserito al decimo posto della classifica dei migliori cento film statunitensi di tutti i tempi, mentre dieci anni dopo, nella lista aggiornata, è salito al quinto posto. Nella lista riguardante invece i migliori film musicali detiene il primo posto.